# Нируманд, Бахман
Бахман Нируманд (нем. Bahman Nirumand, 18 сентября 1936, Тегеран) — иранский левый политический деятель, писатель, журналист и переводчик. Многолетний политический эмигрант в ФРГ, где также активно участвовал в политической деятельности внепарламентской оппозиции и студенческом движении в стране.

## Биография
Родился в преуспевающей семье тегеранских чиновников. Его дядя до Второй мировой войны был консулом в иранском посольстве в Берлине. В 14 лет Бахман Нируманд был отправлен для получения образования в ФРГ и по окончании школы, поступил в университет и изучал иранистику, германистику и философию в Мюнхене, Тюбингене и Берлине.
В 1960 году защитился в Тюбингенском университете по вопросу о проникновении европейской драмы в современную иранскую литературу. После чего вернулся в Иран, где преподавал в Тегеранском университете литературный анализ, стал писателем и журналистом.
Вместе с Мехди Ханбаба Теграни и Меджидом Зарбахшом Бахман Нируманд участвовал в создании «Исполнительной группы» (Goruhe Kadreh), марксистско-ленинистской революционной организации, ставившей своей целью подготовку кадров для создания революционных ячеек и развертывания антиимпериалистической борьбы и городской герильи против шахского режима. Однако их деятельность была раскрыта и 1965 году Нируманд был вынужден бежать в ФРГ спасаясь от ареста.
Вышедшая в 1967 году его книга «Иран: модель развивающейся страны или диктатура свободного мира?», опровергающая пропаганду шахского режима, оказала огромное влияние на западногерманские левые и либеральные круги. С серией лекций по этой книге Нируманд был приглашен Фреймутом Дуве в Гамбург. А Ульрика Майнхоф, лично с ним знакомая, использовала данные из книги для своих статей, направленных против шаха Ирана.
Под давлением шахского режима власти ФРГ, несмотря на разрушение семьи (к тому времени Нируманд был женат на западной немке и имел дочь Мириам) решили выслать активного деятеля Конфедерации иранских студентов из страны в 1969 году, однако в последний момент Сенат Западного Берлина выдал ему разрешение на пребывании на своей территории.
Незадолго до падения шахского режима в 1979 году, Бахман Нируманд вернулся на родину и принял активное участие в политической жизни страны. Однако три года спустя после победы исламской революции, вновь был вынужден отправиться в изгнание.
Автор многочисленных статей как в немецких, так и международных изданиях. Переводчик книг Садега Хедаята, Самеда Бехранги и др. на немецкий язык.

## Книги
- Probleme der Verpflanzung des europäischen Dramas in die neupersische Literatur. Universität Tübingen. Dissertation, 1960.
- Persien, Modell eines Entwicklungslandes oder Die Diktatur der Freien Welt, Rowohlt, Reinbek 1967
- Iran. The New Imperialism in Action, Monthly Review Press, New York 1969
- Mit Gott für die Macht. Eine politische Biographie des Ayatollah Chomeini., Rowohlt, Reinbek 1987, ISBN 3-498-04628-4 (mit Keywan Daddjou)
- Feuer unterm Pfauenthron. Verbotene Geschichten aus dem persischen Widerstand, Rotbuch Verlag, Hamburg 1985, ISBN 3-88022-124-3
- Iran — hinter den Gittern verdorren Blumen, Rowohlt, Reinbek 1985 ISBN 3-499-15735-7
- Leben mit den Deutschen, Rowohlt, Reinbek 1989, ISBN 3-499-12404-1
- Sturm im Golf: Die Irak-Krise und das Pulverfass Nah-Ost, Rowohlt, Reinbek 1990, ISBN 3-499-12926-4
- Fremd bei den Deutschen, 1991, ISBN 3-499-12924-8
- Die kurdische Tragödie. Die Kurden — verfolgt im eigenen Land, Rowohlt, Reinbek 1991, ISBN 3-499-13075-0
- Angst vor den Deutschen. Terror gegen Ausländer und der Zerfall des Rechtsstaates, Rowohlt, Reinbek 1992, ISBN 3-499-13176-5
- Iran. Die drohende Katastrophe, Kiepenheuer & Witsch, Köln 2006, ISBN 3-462-03708-0
- Der unerklärte Weltkrieg, Booklett, 2007, ISBN 978-3-940153-01-2